# GABAergico
GABAergico significa letteralmente "che riguarda o che coinvolge il neurotrasmettitore GABA". Così, una sinapsi è GABAergica se utilizza il GABA come neurotrasmettitore e un neurone si dice GABAergico se produce GABA.
Una sostanza, anche non endogena, è GABAergica se produce qualche effetto grazie a delle interazione con il sistema GABAergico, per esempio stimolando o inibendo la trasmissione del neurotrasmettitore GABA.